# قبلية جديدة
القبلية الجديدة، المعروفة أيضًا باسم القبلية الحديثة (بالإنجليزية: Neotribalism)‏ هي مفهوم اجتماعي يفترض أن البشر قد تطوروا ليعيشوا في المجتمع القبلي، على عكس المجتمع الجماهيري، وبالتالي سيشكلون بشكل طبيعي شبكات اجتماعية تشكل قبائل جديدة.

## النظرية الاجتماعية
ربما كان عالم الاجتماع الفرنسي ميشيل مافيسولي [الإنجليزية] أول من استخدم مصطلح القبيلة الجديدة في سياق علمي في كتابه الصادر عام 1988 بعنوان زمن القبائل [الإنجليزية]. تنبأ مافيسولي أنه مع تراجع ثقافة ومؤسسات الحداثة، ستتبنى المجتمعات الحنين إلى الماضي وتتطلع إلى المبادئ التنظيمية للماضي البعيد للتوجيه، وبالتالي فإن عصر ما بعد الحداثة سيكون عصر القبلية الجديدة.
يبدو أن العمل الذي قام به الباحثون مثل العالِم السياسي الأمريكي روبرت بوتنام، والدراسة التي أُجرِيت في عام 2006 من قبل ماكفيرسون وسميث-لوفين وبراسيرز ونُشرت في مجلة العلوم الاجتماعية الأمريكية، يدعمان على الأقل حجج القبلية الحديثة المعتدلة.
يستخدم مفهوم القبيلة الجديدة في مجال أبحاث المستهلك تحت تسمية قبائل المستهلكين.

## مقالات ذات صلة
- أناركية بدائية
- موري بوكتشين
- علم النفس التطوري
- لاسلطوية قومية
- عصبية قبلية
- مجتمع الأسلوب